# Château du Vigneau
Le château du Vigneau est un ancien domaine viticole, transformé en maison de campagne. Il est situé chemin de Laharie sur la commune de Bayonne, dans le département des Pyrénées-Atlantiques. Il est inscrit aux monuments historiques de France depuis 2009, ainsi que sa grille et son portail d'entrée. Elle fait partie des 22 monuments inscrits et/ou classés de Bayonne. 

## Histoire
À la suite de violents combats pendant le siège de Bayonne en 1814, la demeure du domaine viticole est restaurée en 1848, puis à nouveau transformée par l'architecte Gomez en 1918.

## Galerie

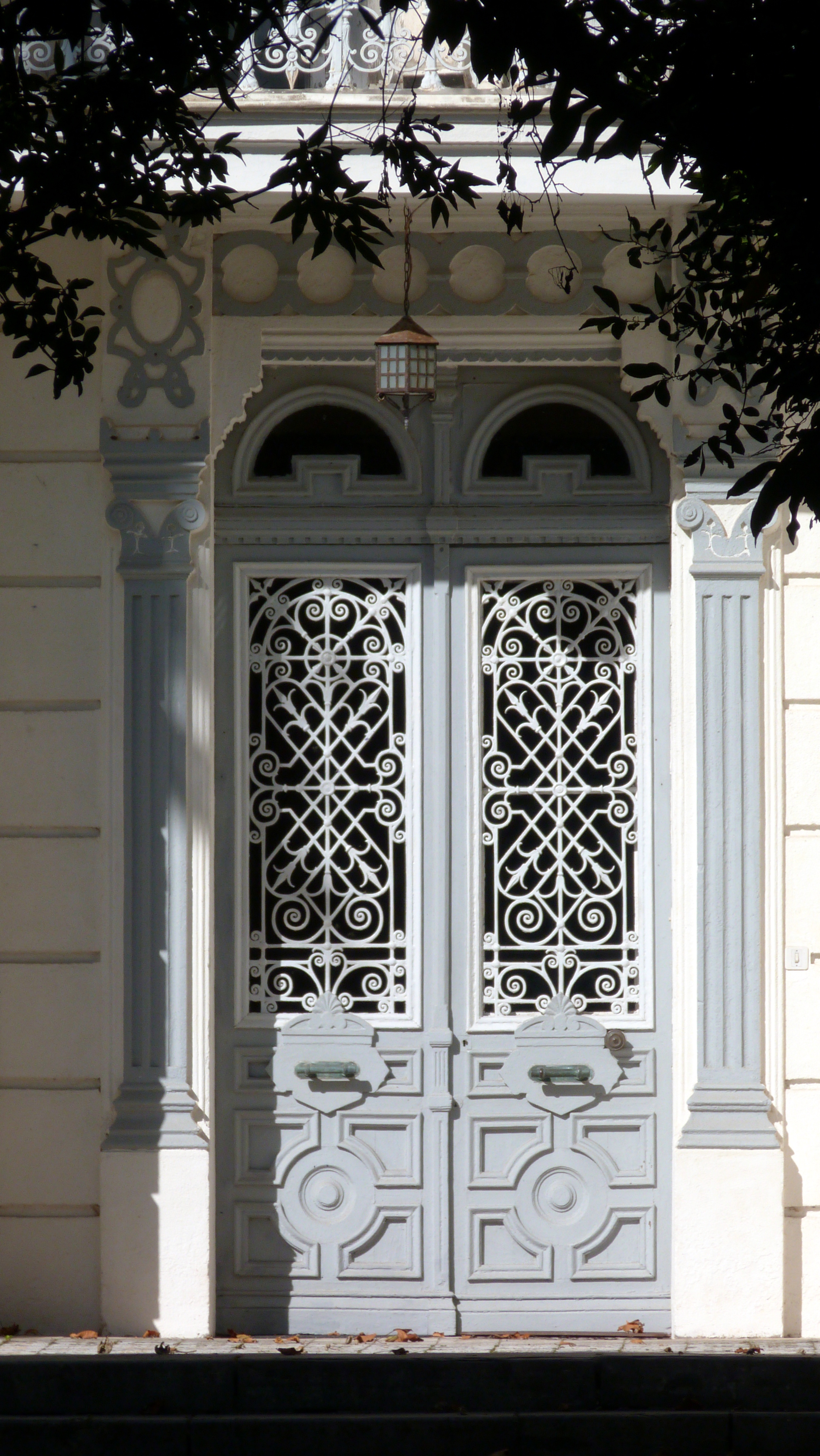
Porte d'entrée principale sur la façade sud
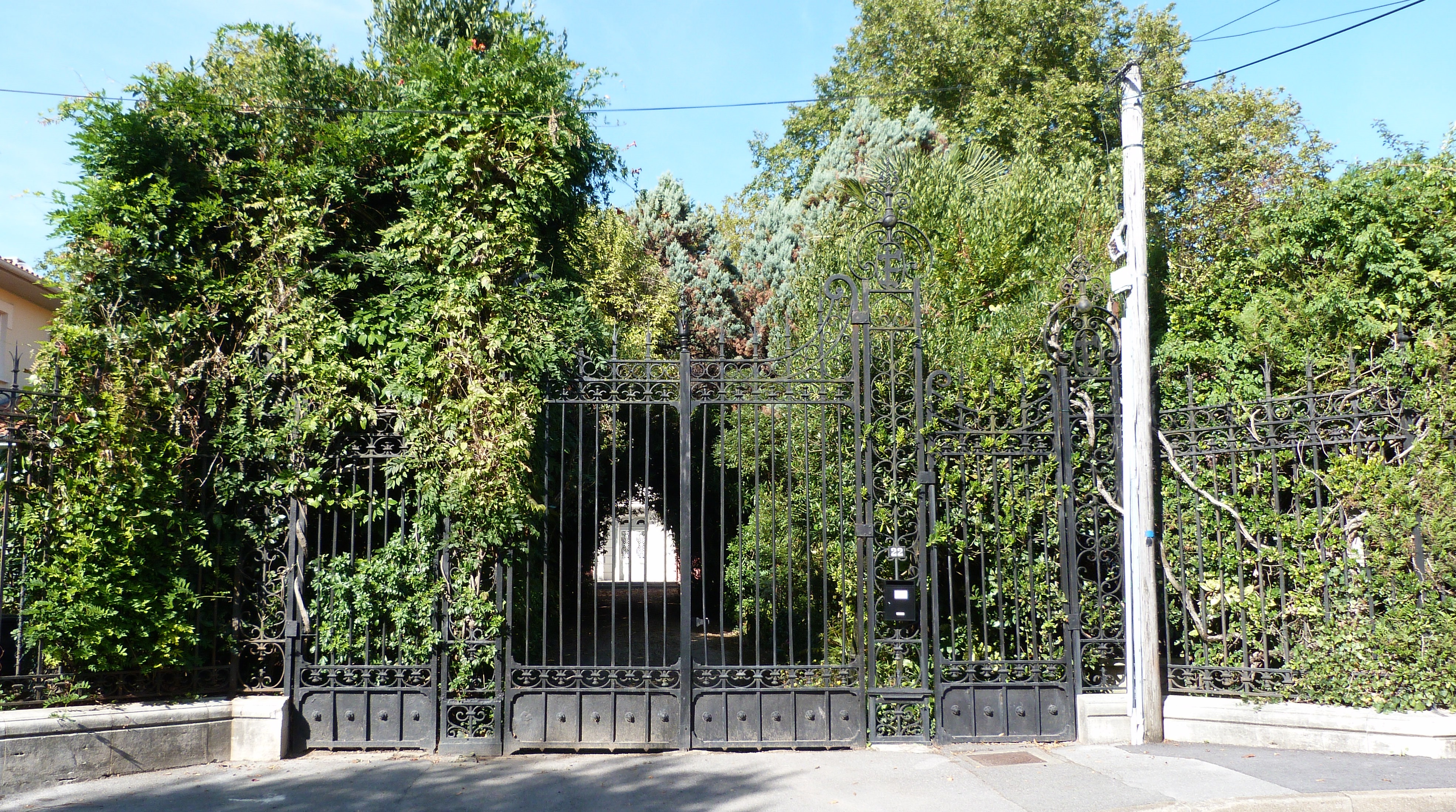
Grille et portail (inscrits)
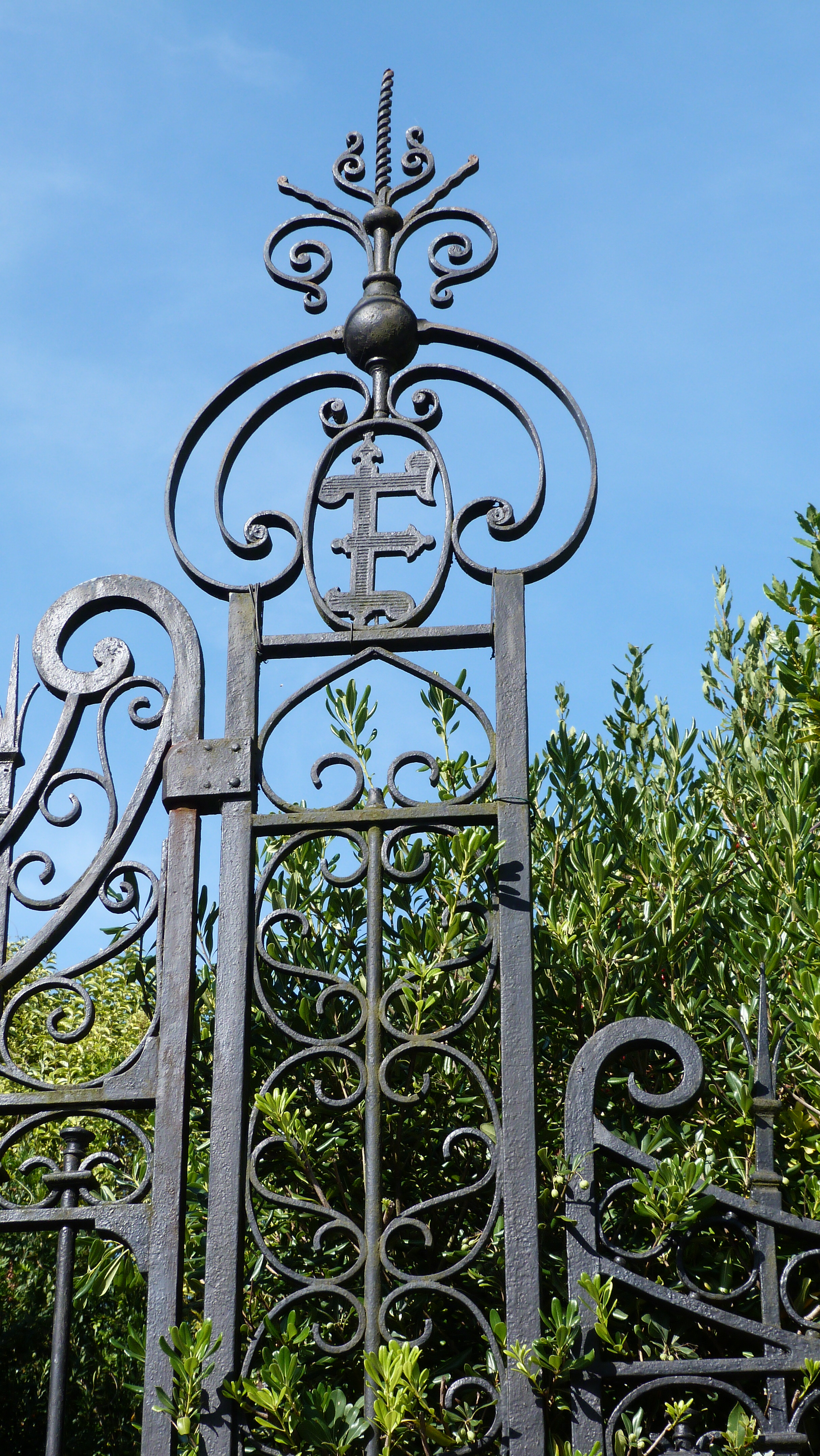
Détail de la grille (chemin de Laharie)